# Reid Hope King (Teksas)
Reid Hope King je naseljeno mjesto za statističke potrebe u američkoj saveznoj državi Teksas. Prema popisu stanovništva iz 2010. u njemu je živjelo 786 stanovnika.